# Bulbophyllum grammopoma
Bulbophyllum grammopoma är en orkidéart som beskrevs av Jaap J. Vermeulen. Bulbophyllum grammopoma ingår i släktet Bulbophyllum och familjen orkidéer. Inga underarter finns listade i Catalogue of Life.